# Asobara orientalis
Asobara orientalis är en stekelart som beskrevs av Henry Lorenz Viereck 1913. Asobara orientalis ingår i släktet Asobara och familjen bracksteklar. Inga underarter finns listade.